# الکساندر ونت
الکساندر ونت (به انگلیسی: Alexander Wendt) (متولد ۱۹۵۸ در ماینز، آلمان غربی) دانشمند علوم سیاسی و روابط بین‌الملل و همچنین استاد کنونی امنیت بین‌الملل در دانشگاه ایالتی اوهایو است. وی یکی از دانشمندان اصلی سازه‌انگاری اجتماعی در زمینه روابط بین‌الملل می‌باشد.
ونت و پژوهشگرانی همانند نیکلاس اونوف، پیتر جی. کاتزنشتاین، امانوئل آدلر، مایکل بارنت، کاترین سیکینک، جان راگی، مارتا فینه‌مور، و برخی دیگر، در یک دوره نسبتاً کوتاه مکتب سازه‌انگاری را به عنوان یکی از مکاتب مهم فکری در نظریه روابط بین‌الملل پایه‌گذاری کردند.
در یک نظر سنجی که در سال ۲۰۰۶ و برای انتخاب بهترین دانشمند روابط بین‌الملل در ایالات متحده و کانادا انجام شد، ونت مقام اول را کسب کرد.

## پی نوشت‌ها
1. ↑  «نسخه آرشیو شده». بایگانی‌شده از اصلی در ۲۷ دسامبر ۲۰۱۳. دریافت‌شده در ۲۶ دسامبر ۲۰۱۳.
2. ↑  Susan Peterson et al. " بایگانی‌شده  در ۷ ژوئن ۲۰۱۰ توسط Wayback Machine." College of William and Mary, Williamsburg. February 2007.